# Chris Murphy (politikus)
Chris Murphy (White Plains, 1973. augusztus 3. –) az Amerikai Egyesült Államok Connecticut államának szenátora.